# Fossilworks
Fossilworks（化石工廠）是一个古生物学線上資料庫，由美国古生物學家、悉尼麦考瑞大学高級教職員约翰·阿尔罗伊（英文：John Alroy）创建并维护，作為連結古生物学数据库（PBDB）的姊妹项目而存在，服务器架設於麦考瑞大学內。網站的前身为1998年8月至2000年8月期间运作的“古生代海洋古植物資料庫計劃”，該計劃由加州大学圣巴巴拉分校的国家生态分析与综合中心（NCEAS）资助。
Fossilworks 詳盡地收錄了各類動植物化石资料及微生物资料，並配有查詢、下载和分析功能，供專業研究人員、學生及相關領域的愛好者使用。网站内容的贡献者为世界各地的數百名古生物學家，一切资料归其贡献者所有。
2022年，Fossilworks停止運作，數據由古生物学数据库繼承，原網站改為另一個同期創立的網站「生態學記錄」（The Ecological Register）；記錄公眾所提供物種樣本資料。